# Rosario Parmegiani
Rosario Parmegiani (* 12. März 1937 in Neapel; † 13. Juni 2019 in Genua) war ein italienischer Wasserballspieler. Er war Olympiasieger 1960 und gewann einmal bei Mittelmeerspielen.

## Karriere
Der 1,74 Meter große Rosario Parmegiani begann bei Rari Nantes Neapel und wechselte 1959 zu Rari Nantes Elah Pegli. Später ging er zu Fiat Turin und beendete seine aktive Laufbahn als Spielertrainer bei Andrea Doria Genua. Als Trainer war er unter anderem auch bei Pro Recco tätig.
Parmegiani gehörte bereits 1956 zur italienischen Nationalmannschaft, wurde aber bei den Olympischen Spielen in Melbourne nicht eingesetzt. Bei der Europameisterschaft 1958 in Budapest erreichten die Italiener die Runde der besten vier Mannschaften. Die Ungarn gewannen gegen die anderen drei Mannschaften, dahinter waren die Jugoslawen, die Mannschaft aus der Sowjetunion und die Italiener mit je einem Sieg punktgleich. Die Italiener wurden wegen ihrer schlechten Tordifferenz nur Vierte. Im Jahr darauf bei den Mittelmeerspielen 1959 in Beirut siegten die Jugoslawen vor den Italienern.
Bei den Olympischen Spielen 1960 in Rom besiegten die Italiener in der Finalrunde die Mannschaften aus der Sowjetunion und die Jugoslawen und spielten im letzten Spiel gegen die Ungarn Unentschieden. Damit gewannen sie die Goldmedaille vor dem Team aus der Sowjetunion und den Ungarn. Parmegiani wirkte in sechs von sieben Spielen mit und warf sieben Tore, darunter beide Tore beim 2:1 gegen Jugoslawien.
1963 bei den Mittelmeerspielen in Neapel siegten die Italiener vor den Jugoslawen. Im Jahr darauf bei den Olympischen Spielen in Tokio erreichten die Italiener die Endrunde und wurden Vierte hinter Ungarn, Jugoslawien und der Sowjetunion. Im Gegensatz zu vier Jahren zuvor gab es diesmal auch Einwechslungen. Parmegiani spielte in allen sechs Partien mit, erzielte aber kein Tor.